# Hulpgevangenis van Leuven

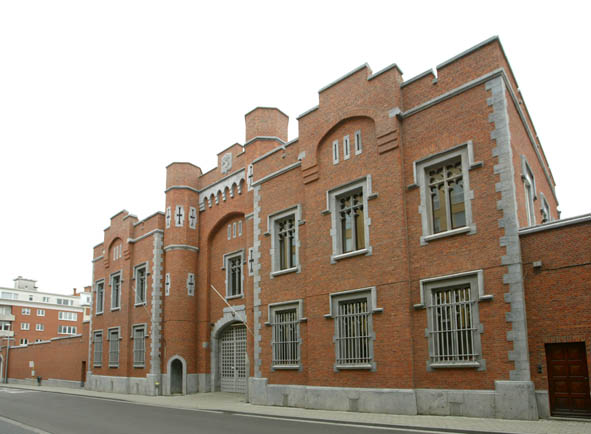

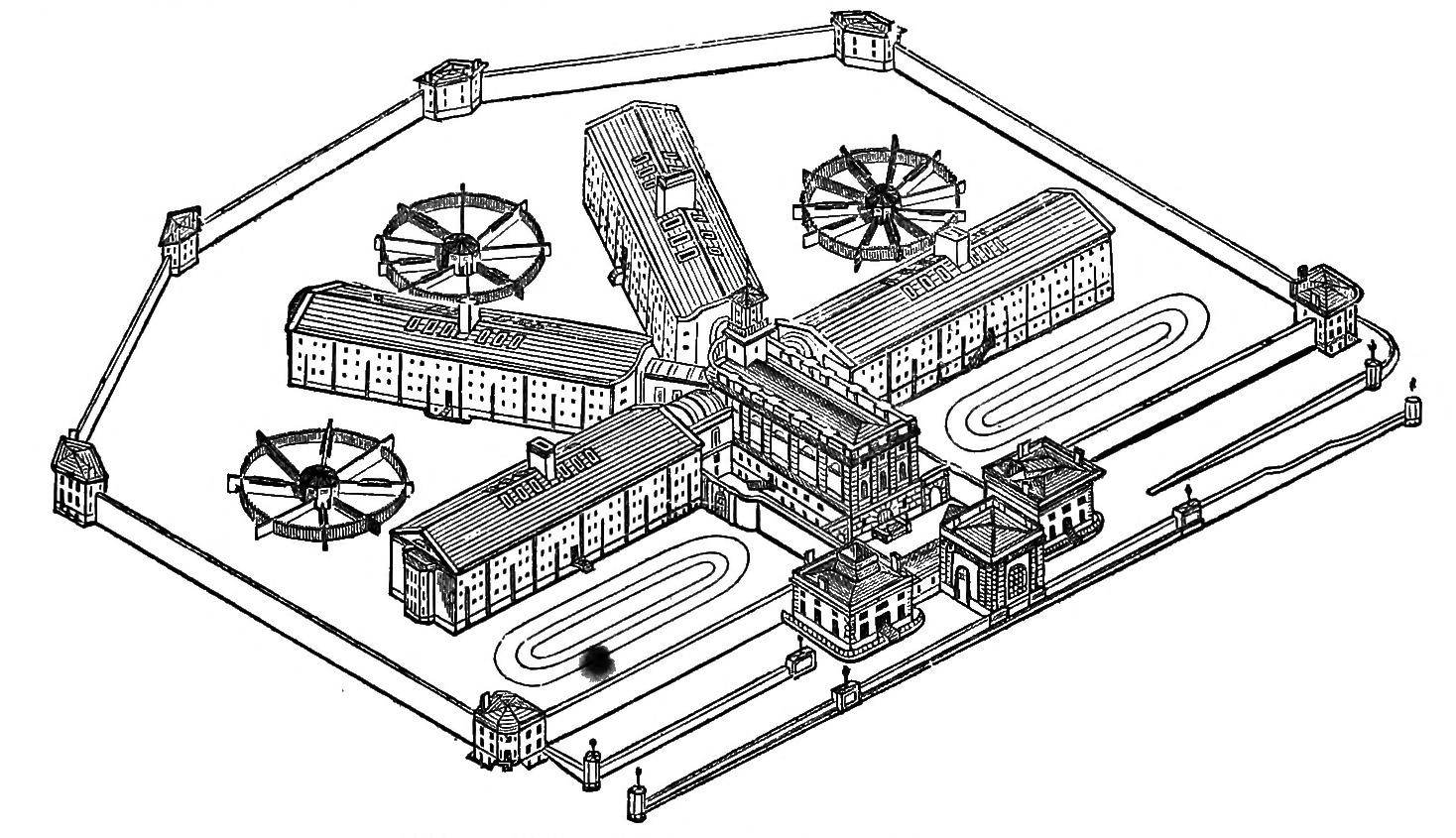
Schets van HM Prison Pentonville, voorbeeld voor de gevangenissen van inspecteur Ducpétiaux en architect Dumont.

De hulpgevangenis in de Belgische stad Leuven is geopend in 1869 en gebouwd in neotudorstijl. Ze is gelgegen in het stadscentrum aan de Maria-Theresiastraat.

## Geschiedenis
De hulpgevangenis te Leuven werd in 1869 geopend, van bij aanvang als een arresthuis voor verdachten in voorlopige hechtenis in afwachting van rechtspraak in het Gerechtelijk arrondissement Leuven, in tegenstelling tot de Centrale gevangenis van Leuven die een landelijke functie had en heeft als strafhuis. Vandaar vermoedelijk de benaming hulpgevangenis, hoewel dit ook een poging tot vertaling van de Franse term "prison secondaire" kan geweest zijn. In Leuven wordt ook soms gesproken van het klein huis en later Leuven-hulp. De gevangenis paste in het plan uit 1830 van Edouard Ducpétiaux, toenmalig Algemene Inspecteur-Generaal van de Gevangenissen. De stervormige cellulaire gevangenis bedient specifiek de Leuvense regio en zou eerdere arresthuizen aan eerst Brusselsepoort, nadien Savoyestraat en nog later Diestsepoort vervangen. Tot de bouw werd door de regering besloten in 1864, de aanbesteding dateerde uit 1865. De bouwplannen voor de gevangenis zijn uit 1866 en van de hand van architect François-Jacques Derre, voormalig leerling en assistent en na diens overlijden opvolger van Joseph Jonas Dumont. Leuvens stadsarchitect Edward Lavergne voorzag in 1866 de doortrekking van de Justus Lipsiusstraat en de aanleg van de Nobelstraat waarmee het terrein bestemd voor het arresthuis werd omringd. De bouw liep van 1867 tot 1869. Vanaf 1868 was de hulpgevangenis reeds deels in gebruik, de opening volgde op 1 mei 1869. De structuur van het gebouw is een afgeleide van een zuiver panopticum en is geënt op het Pensylvanisch gevangenissysteem en HM Prison Pentonville in Londen. Het gebouw is stervormig en bood plaats in drie vleugels voor ongeveer 250 cellen, aan de zijkanten van hoge gangen met galerijen, een langs elke zijde voor elk van de drie verdiepingen. Centraal was op elke verdieping een observatiepost. Een vleugel was voor mannelijke beklaagden, een voor mannelijke veroordeelden, een voor vrouwelijke beklaagden en veroordeelden.
Naast arresthuis worden er ook definitief veroordeelden geplaatst. In de hulpgevangenis kwam er ook begin 1923 een psychiatrische afdeling met plaats voor een 20-tal geïnterneerden. In 1966 werden de vrouwelijke gedetineerden in Leuven-Hulp overgebracht naar de gevangenis van Vorst. Na 1975 evolueerde het gebouw om naast gericht op een systeem van gesloten bewaring, ook meer gemeenschapsleven en sociale en morele heropvoeding mogelijk te maken. Zo kwamen er onder meer werkhuizen, waar gedetineerden werk moesten of mochten verrichten, zoals huishoudelijke taken, werk in een keuken, een wasserij of de bibliotheek, of werk voor externe aannemers in een van de twee werkhuizen. Deze werkhuizen bieden plaats aan 30 gedetineerden.

## Capaciteit
Anno 2019 kan de gevangenis 149 mannelijke gedetineerden huisvesten. De oude psychiatrische afdeling werd in 2009 verbouwd tot een moderne leefeenheid voor 14 personen.